# باد پایین‌رو
باد پایین‌رو (به انگلیسی: katabatic wind) یا باد کوه‌دشت بادی است که به‌طور طبیعی از کوه به سمت دشت می‌وزد.
هوای روی رشته‌کوه‌ها در هنگام بازتابش شبانه زمین خنک می‌گردد و متراکم‌تر از هوای اطراف خود خواهد شد و توسط نیروی جاذبه زمین به پائین سراشیبی و به سمت دشت حرکت می‌نماید به این نوع باد پایین‌رو می‌گویند. معمولًا این باد ضعیف است، ولی اگر در دشت پائین کوه منتهی به دریا شود در آن وقت نسیم خشکی به دریا باد پایین‌رو را تقویت خواهد نمود.
در تعریفی علمی‌تر، باد پایین‌رو جریان فروشیب (به انگلیسی: downslope) ناشی از سرمایش در سطوح شیب‌دار در دوره‌های همراه با شارش‌های ضعیف بزرگ‌مقیاس است.
باد پایین‌رو در مقابل باد بالارو (به انگلیسی: Anabatic) قرار دارد. در نواحی کوهستانی بادهای پایین‌رو در شب می‌وزد و باد بالارو در طی روز می‌وزد و روی دامنه‌های کوه صعود می‌کند.